# ジョシュ・カレン
ジョシュア・ジョン・カレン（Joshua Jon Cullen, 1996年4月7日 - ）は、イングランド・ウェストクリフ＝オン＝シー出身のアイルランドのサッカー選手。バーンリーFC所属。アイルランド代表。ポジションはMF。

## 経歴
2015年3月14日、アーセナルFC戦でプレミアリーグにおいて初のベンチ入りを果たす。2015年8月29日、リバプールFC戦でプレミアリーグデビュー。
その後、ブラッドフォード・シティAFCやボルトン・ワンダラーズFCへの期限付き移籍を経て、2018年8月30日にチャールトン・アスレティックFCに期限付き移籍した。
2020年10月5日、RSCアンデルレヒトと5年契約を結んだ。
2022年7月13日、3年契約でバーンリーFCに移籍した。

### 代表歴
年代別の世代代表は、当初はイングランドを選択していたが、後にアイルランドに鞍替えした。2019年3月15日にA代表に初招集された。

## タイトル
バーンリー
- EFLチャンピオンシップ：2022-23